# Clive Eric Thomas
Clive Eric Thomas (* 24. November 1971;) ist ein anglikanischer Priester im karibischen Inselstaat St. Vincent und die Grenadinen.

## Leben

### Jugend und Ausbildung
Thomas ist ein Sohn von Stella und Ernest Thomas von La Digue im Parish St. Andrew, Grenada. Er begann seine Ausbildung an der Holy Innocent Anglican Primary School beim St. Joseph Convent, Grenville, Grenada. Dann wechselte er an das Codrington College in Barbados und später an die University of the West Indies, Cave Hill, Barbados. Er wurde am 29. Juni 1995 zum Diakon und am 25. Juli 1996 zum Priester geweiht.

### Karriere
In seiner Laufbahn war Thomas Chairman (Vorsitzender) of the Conference of Churches Grenada, Chaplain der Grenada Scouts Association, Direktor des Board of the Grenada Cultural Foundation, Chairman des Board of Directors of the Grenada Cultural Foundation und District Disaster Management Coordinator für Südost St. George’s, Grenada. In diesem Amt beteiligte er sich am Katastrophenschutz in Grenada und an der Formulierung von Richtlinien für denselben, vor allem nach dem Hurrikan Ivan und in den folgenden Jahren.
Er ist Rector der Gemeinde St. Matthew's Anglican Parish, Biabou in St. Vincent, und Canon (Kanoniker) der Cathedral Church in St. George sowie seit 2011 Archdeacon von St. Vincent und den Grenadinen in der Diocese of the Windward Islands der Church in the Province of the West Indies.

## Familie
Er ist verheiratet mit Claudia Wendine Thomas, geb. Harewood, von St. David's Village, Christ Church, Barbados. Die beiden haben zwei Kinder.